# NORTHERN MUSIC
NORTHERN MUSIC（日语：ノーザン ミュージック）是Being于2007年在东京都设立的音乐产业公司。

## 所属艺人
- 仓木麻衣（由GIZA studio移籍）
- 滴草由实（由ZAIN RECORDS移籍）

## 内部链接
- Being
- GIZA studio